# Медали Дании
Медали  королевства Дания, вместе с датскими орденами, составляют наградную систему этой страны.

## Гражданские медали
Ниже перечислены существующие на сегодняшний день датские общегражданские медали. На тех медалях, где имеется королевский профиль, это профиль правящего короля или королевы (на сегодняшний день это королева Маргрете II).
| Знак или лента | Медаль                                | Основана | Примечание |
| -------------- | ------------------------------------- | -------- | --- |
|                | Медаль «За заслуги»                   | 1792     | Предназначена для награждения за длительную беспорочную службу, а также другие заслуги. Имеет четыре степени, две первые в золоте, следующие в серебре.                                                      |
|                | Ingenio et Arti                       | 1841     | Награда в области науки и искусства. Её латинское (а не датское) название («За науку и искусство») в тексте на любом языке остаётся латинским.                                                               |
|                | Королевская медаль Воздаяния          | 1865     | Предназначена для награждения за длительную беспорочную службу. Имеет четыре степени, две первые в золоте, следующие в серебре. Младшая награда по отношению к соответствующим степеням медали «За заслуги». |
|                | Медаль «За благородные поступки»      | 1793     | Предназначена для награждения за спасение других людей с риском для жизни. |
|                | Датская медаль заслуг в сфере Туризма | 1963     | Для лиц, способствоваших развитию туризма в Дании. |
|                | Нерсорнаат                            | 1989     | Медаль, вручаемая правительством автономной Гренландии. Название на гренландском (не относящемся к индоевропейским эскимосско-алеутском языке) означает «Заслуженный».                                       |

## Военный крест и военные медали
Главной военной наградой Дании, не принадлежащей к орденам, является Крест Доблести.
| Знак или лента | Крест          | Основан | Примечание |
| -------------- | -------------- | ------- | --- |
|                | Крест Доблести | 2011    | Учреждён в связи с участием датского контингента в войне в Афганистане. На данный момент, награждён 1 человек. |

Кроме того, имеется целый ряд военных медалей, о которых см. en:List of orders, decorations, and medals of the Kingdom of Denmark (англ.).

## Юбилейные медали
Датским правительством регулярно выпускались и выпускаются памятные медали, приуроченные  к конкретным событиям и датам, награждение которыми производится единоразово. Недавним примером такой медали может служить Медаль «75 лет со дня рождения принца Хенрика». Одним из самых известных примеров  - Медаль Свободы (Дания), которой награждались иностранцы за вклад в освобождение Дании в ходе Второй мировой войны.